# Acquafondata
Acquafondata és un comune (municipi) de la província de Frosinone, a la regió italiana del Laci, situat a uns 130 km al sud-est de Roma i a uns 50 km a l'est de Frosinone.
A 1 de gener de 2019 tenia 266 habitants.

## Història
Durant la Segona Guerra Mundial, Acquafondata fou ocupada pels alemanys, que custodiaven la Línia Gustav al costat de Cassino i la Línia Bernhardt al seu pas per Molise. L'alliberament d'Aquafondata es va produir el 12 de gener de 1944 pel Cos Expedicionari Francès que va atacar per Venafro.

## Geografia
La població es troba al bell mig d'una vall i envoltada pel Monts de la Meta (en italià: Monti della Metta), a 926 m d'altitud, en un turó calcari dominat pel Monte Monna Casale (1395 msnm). La vall produeix patates i llegums.

## Arquitectura
Al municipi es troben l'església parroquial de Sant'Antonio di Padova, Santuari de la Madonna del Carmin, església de San Rocco i església de Santa Maria in Centumcellis i un nombre notable de monuments de la Segona Guerra Mundial.